# Яндовище (Мордовия)
Яндовище — село в Инсарском районе Мордовии в составе Нововерхисского сельского поселения.

## География
Находится на расстоянии примерно 11 километров по прямой на восток-северо-восток от районного центра города Инсар.

## История
Упоминается с 1869 года как казённое село из 101 двора. Основано в середине XVII века служилыми темниковскими татарами.

## Население
| 1989 | 2002 | 2010 |
| ---- | ---- | ---- |
| 212  | ↘193 | ↘163 |

Постоянное население составляло 193 человека (татары 78 %) в 2002 году, 163 в 2010 году.